# 山之口町 (鹿児島市)
山之口町（やまのくちちょう）は、鹿児島県鹿児島市の町。旧薩摩国鹿児島郡鹿児島城下山之口馬場町、鹿児島市山之口馬場町。郵便番号は892-0844。人口は500人、世帯数は374世帯（2020年4月1日現在）。山之口町の全域で住居表示を実施している。

## 地理
鹿児島市中部に位置する。町域の北方を通る鹿児島県道21号鹿児島中央停車場線を挟んで西千石町、東千石町、南方には樋之口町、西方には加治屋町、東方には千日町にそれぞれ接している。

### 町名の由来
山之口町という町名は、「かごしま市史こばなし」によれば現在の松原神社（松原町）の裏手に千丘山という山があり、現在の山之口町付近がその山の登り口となっていたに由来しているとされている。

## 歴史

### 市制施行以前
江戸時代には山之口馬場町と称しており、鹿児島城下の士屋敷群の一部であった。明治時代初期より鹿児島府下山之口馬場町となった。1884年（明治17年）に鹿児島郡内の戸長役場が統廃合され、地内に九町を管轄する戸長役場が設置された。

### 市制施行以後
1888年（明治21年）に公布された市制（明治21年法律第1号）に基づき、1889年（明治22年）2月2日に官報に掲載された「 市制施行地」（内務省告示第1号）によって鹿児島が市制施行地に指定された。3月5日には鹿児島県令第26号によって鹿児島郡のうち50町村が市制による鹿児島市の区域と定められ、4月1日に市制が施行されたのに伴い、鹿児島郡50町村（山下町、平之馬場町、新照院通町、長田町、冷水通町、上竜尾町、下竜尾町、池之上町、鼓川町、稲荷馬場町、清水馬場町、春日小路町、車町、恵美須町、小川町、和泉屋町、浜町、向江町、栄町、柳町、易居町、中町、金生町、東千石馬場町、西千石馬場町、汐見町、泉町、築町、生産町、六日町、新町、松原通町、船津町、呉服町、大黒町、堀江町、住吉町、新屋敷通町、加治屋町、山之口馬場町、樋之口通町、薬師馬場町、鷹師馬場町、西田町、上之園通町、高麗町、下荒田町、荒田村、西田村、塩屋村）の区域より鹿児島市が成立した。それまでの山之口馬場町は鹿児島市の町名「山之口馬場町」となった。
1896年（明治29年）には郡制が施行されたのに伴い、鹿児島郡、谿山郡、北大隅郡を管轄とする郡役所が設置された。1899年（明治32年）に山之口馬場町より馬場の字が削除され「山之口町」に改称された。
その後地内に1912年（大正元年）に鹿児島座、1917年（大正6年）に帝国館、1920年（大正9年）には太陽館、喜楽館などの映画館が相次いで開館し、同時に千日、天文館、山之口各市場が開設されるなど急速に発展していった。
1962年（昭和37年）に住居表示に関する法律が施行されたのに伴い、鹿児島市は鹿児島市街地域の住居表示に着手した。1963年（昭和38年）9月11日に城南地区で住居表示に伴う町域の再編が実施され、天文館通を中心とする地内の一部が千日町として分割され、同時に山之口町の全域で住居表示が実施された。

### 町域の変遷
| 実施後         | 実施年             | 実施前           |
| -------------- | ------------------ | ---------------- |
| 千日町（新設） | 1963年（昭和38年） | 山之口町（一部） |

## 人口

### 資料統計
| 統計年次〔年〕     | 世帯数〔世帯〕 | 総人口〔人〕 | 備考  |
| ------------------ | -------------- | ------------ | ----- |
| 1908年（明治41年） | 510            | 2,378        | [ 3 ] |
| 1922年（大正11年） | 730            | 3,458        | [ 3 ] |
| 1935年（昭和10年） | 837            | 4,367        | [ 3 ] |

### 国勢調査
以下の表は国勢調査による小地域集計が開始された1995年以降の人口の推移である。
| 年                 | 人口 |
| ------------------ | ---- |
| 1995年（平成7年）  | 827  |
| 2000年（平成12年） | 839  |
| 2005年（平成17年） | 744  |
| 2010年（平成22年） | 732  |
| 2015年（平成27年） | 661  |

## 施設

### 公共
- 鹿児島市営山之口自転車等駐車場[17]

### 郵便局
- 鹿児島山之口郵便局[18]

## 小・中学校の学区
市立小・中学校に通う場合、学区（校区）は以下の通りとなる。
| 町丁     | 番・番地 | 小学校               | 中学校               |
| -------- | -------- | -------------------- | -------------------- |
| 山之口町 | 全域     | 鹿児島市立山下小学校 | 鹿児島市立甲東中学校 |

## 交通

### 道路
主要地方道
- 鹿児島県道20号鹿児島加世田線
- 鹿児島県道21号鹿児島中央停車場線

### 鉄道
鹿児島市交通局鹿児島市電1系統、2系統
- 高見馬場電停（1系統用）